# Halina Marianna Rutkowska
Halina Marianna Rutkowska, de domo Weyna, pseud. „Urszula” (ur. 23 listopada 1914 w Serocku, zm. 7 lipca 1991) – działaczka konspiracyjna, kapitan Armii Krajowej.

## Życiorys
Urodziła się w rodzinie o długich tradycjach rolniczych. Jej rodzicami byli Hieronim Weyna i Joanna z Kruczyńskich. W wieku 6 lat rozpoczęła naukę w Szkole Powszechnej w Świeciu, następnie z wyróżnieniem ukończyła Państwową Szkołę Wydziałową w Bydgoszczy oraz kursy zawodowe, które miały przygotować ją do pracy w handlu.
Jeszcze w szkole średniej, wstąpiła do Przysposobienia Wojskowego Kobiet (PWK). W 1936 wyszła za mąż za Dezyderiusza Rutkowskiego, z którym krótko po ślubie zamieszkała w Bydgoszczy. Zajęła się prowadzeniem gospodarstwa domowego.
Mąż został zmobilizowany i wraz z wybuchem II wojny światowej wyjechał na front. Halina pierwszym napotkanym wojskowym pociągiem wyjechała do rodziny w Kowlu, po dwóch tygodniach jednak powróciła. Po kilku dniach została przez Niemców wyrzucona z własnego mieszkania, skąd nie zdążyła nawet zabrać przedmiotów pierwszej potrzeby. W tej sytuacji odwiedziła siostrę na Pomorzu, u której zdecydowała się pozostać na dłużej. Włączyła się tam do akcji niesienia pomocy rodzinom dotkniętym skutkami wojny. Dzięki dobrej znajomości języka niemieckiego nawiązała kontakt z kierownikiem niemieckiego biura pracy (Arbeitsamt). Dzięki temu systematycznie uzyskiwała blankiety zaświadczeń lekarskich, które wystawiała różnym osobom, chroniąc je w ten sposób przed obowiązkową pracą lub wywozem na roboty przymusowe do Rzeszy. Po otrzymaniu wiadomości od męża, osadzonego w obozie jenieckim w Moosburgu Rutkowska wraz z siostrą zaangażowała się w wysyłanie paczek do obozów. Gdy po pewnym czasie, z uwagi na pogarszający się stan zdrowia, mąż został z obozu zwolniony, postanowili razem wyjechać do Warszawy, gdyż na Pomorzu coraz trudniej było znaleźć kontakty z organizacjami konspiracyjnymi.
Do konspiracji została wprowadzona przez szwagierkę z Kłodawy Krystynę Rutkowską, pseud. „Magda Biała”. Przyjęła pseudonim „Urszula”. W ramach Wojskowej Służby Kobiet przeszła przeszkolenie wojskowe i zajmowała się kolportażem prasy podziemnej na Żoliborzu. Została także instruktorem PŻ. W 1942 została przeniesiona do Oddziału V Komendy Głównej Armii Krajowej, Wydziału Vk (łączność konspiracyjna), gdzie jej przełożoną została Janina Maria Sippko, pseud. „Berta”. Do zadań Rutkowskiej należało m.in. rozdzielanie poczty konspiracyjnej i rozprowadzanie jej z kancelarii sztabu Komendy Głównej AK do podległych placówek w kraju i za granicą.
W dniu wybuchu powstania warszawskiego, zgodnie z otrzymanym wcześniej rozkazem, przeniosła punkt kolportażu na ul. Wilczą, zapewniając mu skuteczną ochronę przed dekonspiracją. Była oficerem łączności Sztabu Komendy Głównej AK aż do kapitulacji. Wraz ze sztabem KG brała udział w ewakuacji kanałami ze Starówki do Śródmieścia, aż do podziemia gmachu gmachu Pocztowej Kasy Oszczędności. Na apel gen. „Montera” Antoniego Chruściela do ludności cywilnej utworzyła ochotnicze grupy osób przenoszących, pod ostrzałem niemieckich karabinów, zapasy żywności dla powstańców w bezpieczne miejsce. Mimo rany odniesionej w czasie akcji nie zrezygnowała z dalszej działalności.
Po kapitulacji w przebraniu starej kobiety opiekującej się dzieckiem  została wywieziona koleją do Proszowic. Jako instruktorka PŻ udzielała pomocy działającym w okolicy Proszowic żołnierzom zgrupowania partyzanckiego mjr. Jana Pańczakiewicza, pseud. „Skała”.
Za zasługi wojenne została awansowana do stopnia kapitana.
Zmarła 7 lipca 1991. Pochowana została na Cmentarzu Nowofarnym przy ul. Artyleryjskiej w Bydgoszczy.

## Odznaczenia
Została odznaczona:
- Krzyżem Srebrnym Orderu Wojennego Virtuti Militari
- Krzyżem Walecznych
- Krzyżem Armii Krajowej
- Warszawskim Krzyżem Powstańczym

oraz innymi odznaczeniami bojowymi.